# ペドロ・カバダス
ペドロ・カルロス・カバダス・ロドリゲス（Pedro Carlos Cavadas Rodríguez、1965年 - ）はスペイン・バレンシア出身の外科医、形成外科医。

## 概説
財団法人Fundacion Pedro Cavadasを設立し、スペインやケニアで整復・再建手術を行う、顕微鏡下手術（Mohs surgery、Microscopic surgery、Micro-surgery）の分野においてのエキスパートである。Fundacion Pedro Cavadasでは事故などによる身体の損傷を無償で行うなど、慈善医としての側面を覗わせている。
整形整復を得意とし、1994年より再建手術の第一線で活躍。事故などによる切断部位の自己移殖、先天性の奇形に対する整復整形、過去の手術痕の整形、豊胸整形、性転換手術などを行い、法人としては彼のスタッフも含めて年間1400例の治療にあたっている。
2005年2月にロイター通信がエイズ治療薬の迷信によって性器を切断された少年の整復手術成功を報じたことにより、一躍世界にその名を轟かせることとなった。